# 泰勒·麦基翁
泰勒·麦基翁（英語：Taylor McKeown，1995年3月17日—）生于昆士兰州红崖，是一名澳大利亚女子游泳运动员。主攻蛙泳。她的妹妹凯莉·麦基翁同样也是一名游泳选手。泰勒一开始在学校接触过游泳，然而由于成绩不是最好的，她决定练习游泳以提升自己成绩，她亦曾接触过垒球，并参加了2008年U14昆士兰州垒球锦标赛。